# دانيال شتورم
دانيال شتورم (بالألمانية: Daniel Sturm)‏ هو صحفي وكاتب ألماني، ولد في 27 ديسمبر 1970 في ألمانيا.